# B61
B61 — термоядерная бомба, являющаяся основным ядерным оружием стратегических ядерных сил США. Представляет собой модификацию ядерного боеприпаса разработки 1960-х годов.
27 октября 2023 года в США прошли испытания новейшей 13-й управляемой модификации авиабомбы.

## Создание

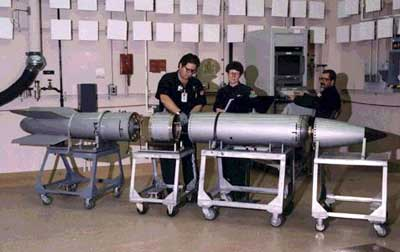
Разборка бомбы B61

B61, первоначально (до 1968) известная как TX-61, была разработана в 1963 году. Она была разработана и построена в Лос-Аламосской национальной лаборатории в Нью-Мексико. Разработка бомбы началась в 1961 году. Технологическое проектирование началось в 1965 году, а начало полномасштабного производства было положено в 1968 году после решения целого ряда технических проблем. Производство велось на Заводе по производству ядерного оружия «Пэнтекс» компанией Mason & Hanger-Silas Mason Co., Inc. (M&H) по заказу Комиссии по атомной энергии США.
Общий объём производства всех модификаций B61 составляет примерно 3155 изделий, из которых на вооружении находится около 150 стратегических бомб, около 400 нестратегических боеприпасов, и ещё около 200 нестратегических бомб хранится в резерве. Техническая и технологическая часть боеголовок мало изменилась на протяжении этих лет, хотя ранние модификации были модернизированы для улучшения безопасности.
Всего было произведено двенадцать вариантов (или «модификаций») ядерной бомбы B61. Каждая модификация имеет термоядерный заряд с различными уровнями мощности. Предпоследним вариантом B61 является модификация 11, созданная в 1997 году и являющаяся противобункерной авиабомбой. Последним вариантом является модификация 12, управляемая авиабомба, испытанная без боезаряда в 2015 году.
Ядерную бомбу B61 не следует путать с крылатой ракетой MGM-1 Matador, которая первоначально была разработана под обозначением «Бомбардировщик B-61».
Во время работы с бомбой экипажу не разрешается использовать термин «B61».

## Развёртывание
B61 были развёрнуты на самых разнообразных военных самолётах ВВС США и НАТО. В американской военной авиации это стратегические бомбардировщики B-58 Hustler, B-1, B-2, B-52, и F-111; истребители-бомбардировщики F-100 Super Sabre, F-104 Starfighter, F-105 Thunderchief, F-4 Phantom II; а также A-4 Skyhawk, A-6 Intruder, A-7 Corsair II, F-15. 
Из авиации стран НАТО это британские, немецкие и итальянские Panavia «Торнадо», плюс бельгийские и голландские F-16.

## Конструкция

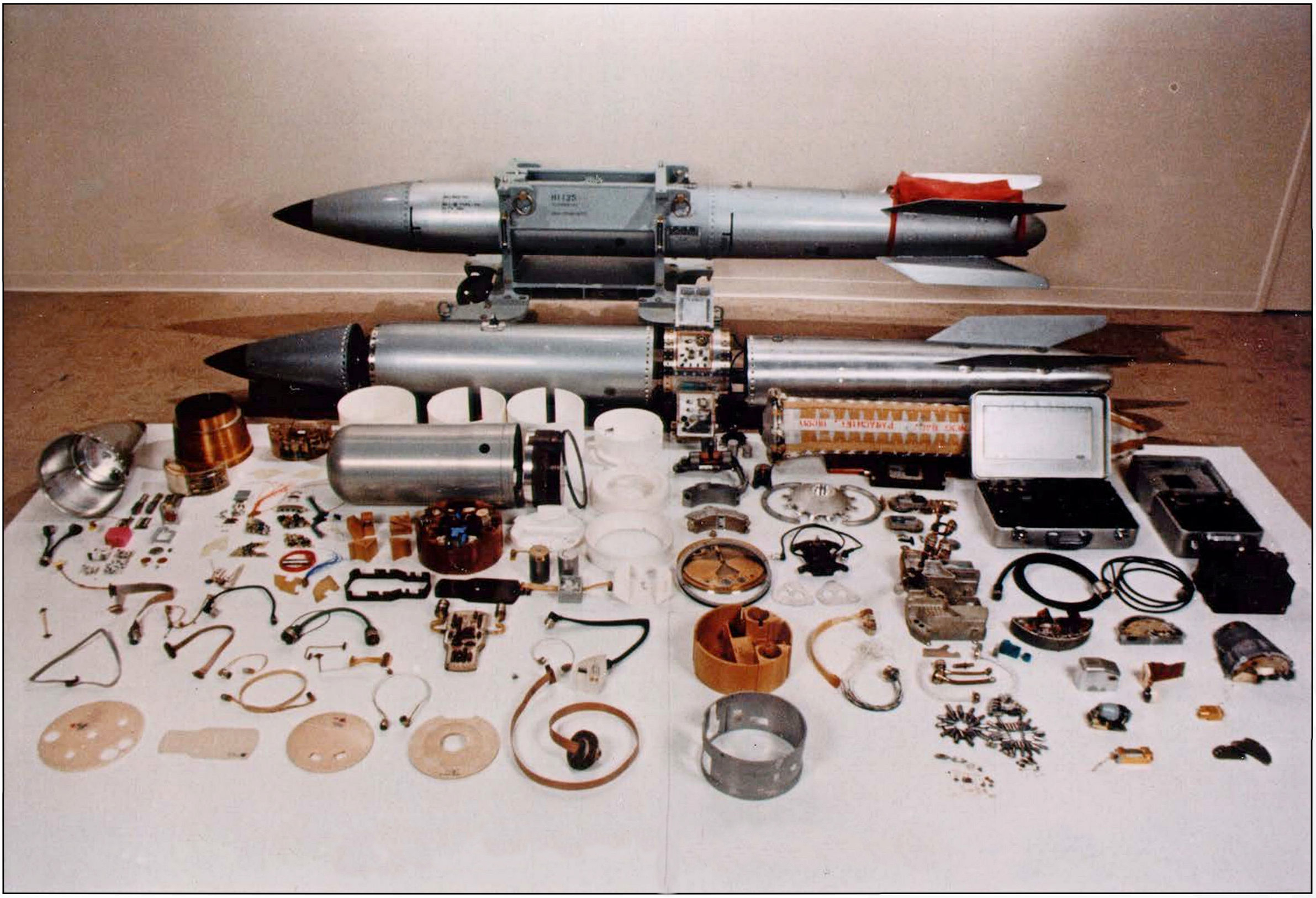
Бомба B61 на разных стадиях сборки. Ядерный заряд — небольшой серебристый цилиндр справа от носового обтекателя

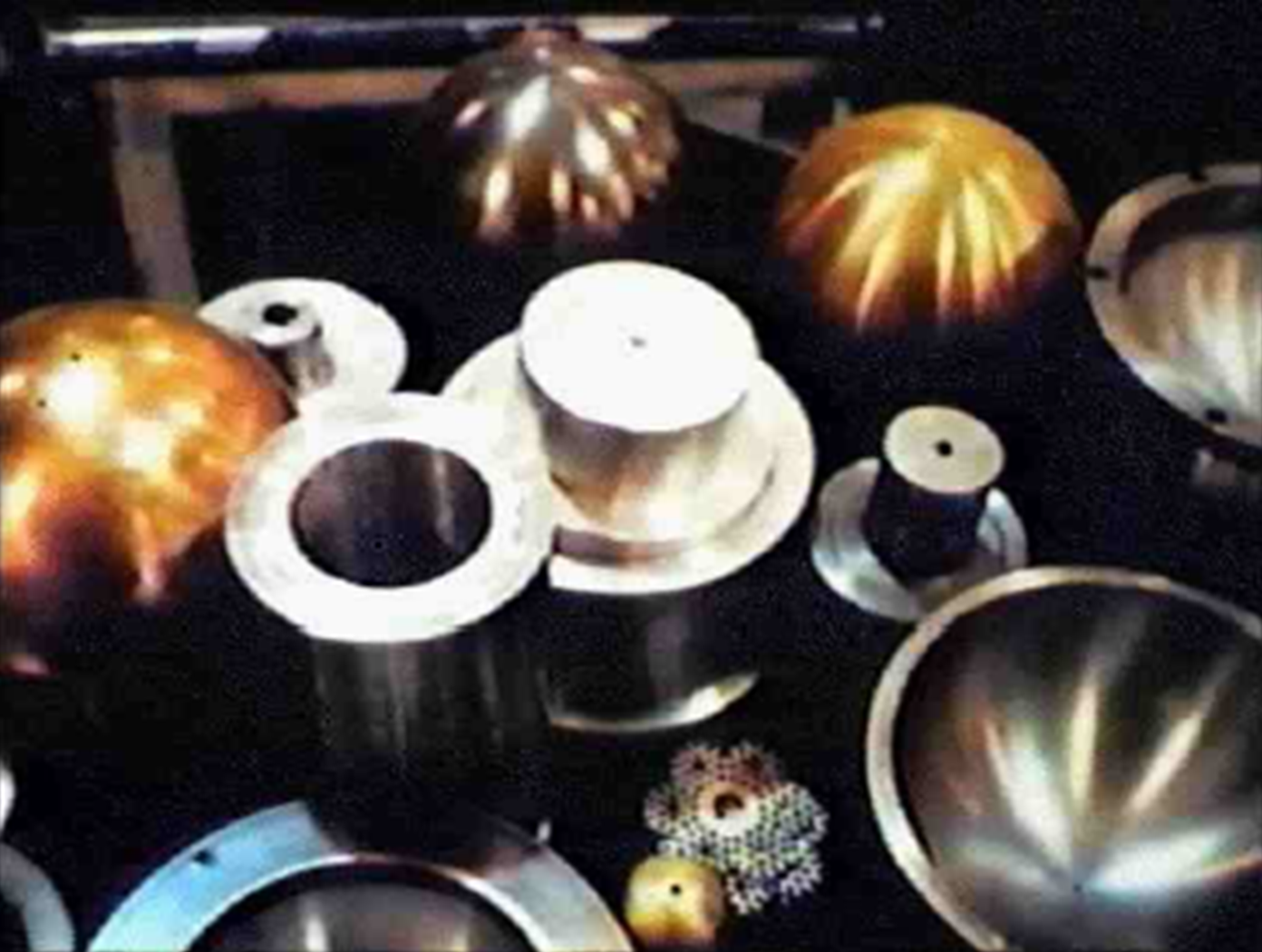
Компоненты ядерной бомбы B61

B61 является бомбой с переменным уровнем мощности заряда, предназначенная для транспортировки на самолётах, в том числе сверхзвуковых. Она имеет корпус, способный выдерживать полёт на сверхзвуковых скоростях.
Корпус металлический, сварной, имеет длину 3,58 м и диаметр около 33 см. Средний вес около 320 кг, но может варьироваться в зависимости от модификации.
| Модификации | Статус                |
| ----------- | --------------------- |
| 0           | снята с вооружения    |
| 1           | снята с вооружения    |
| 2           | снята с вооружения    |
| 3           | на вооружении         |
| 4           | на вооружении         |
| 5           | снята с вооружения    |
| 6           | Не реализована        |
| 7           | на вооружении         |
| 8           | не реализована        |
| 9           | не реализована        |
| 10          | неактивная, в резерве |
| 11          | на вооружении         |
| 12          | на вооружении         |

Новейшим вариантом бомбы является B61-11 (B61 mod 11). Бомба с усиленным корпусом (по данным некоторых источников, содержащим обеднённый уран) и замедленным действием взрывателя, что позволяет ей проникать на несколько метров в землю до взрыва, позволяя уничтожать особо укреплённые подземные сооружения. Масса бомбы составляет около 540 кг. Разработанная в 1994 году, 11-я модификация принята на вооружение в 1997 году, заменив старые бомбы поверхностного действия B53 9-мегатонной мощности, последняя из которых была разобрана 25 октября 2011 года, так как при подземном взрыве меньше энергии уходит в воздух и заглубившаяся B61 в сейсмическом воздействии на бункеры и шахты становится эквивалентной 9-мегатонной B53 при взрыве на поверхности. Всего было произведено около 50 бомб 11-й модификации, их боеголовки имеют 7 различных вариантов установки мощности подрыва. В настоящее время основным носителем для B61-11 является стратегический бомбардировщик B-2.
Большинство версий B61 оснащено нейлоно-кевларовым парашютом-замедлителем (диаметр около 7,5 метра). Он предназначен для безопасного отхода самолёта-носителя, а также, чтобы избежать взрыва при соприкосновении с землёй в случае нештатного сбрасывания бомбы либо закладки в режиме мины. Взрыватель B61 может быть установлен на подрыв в воздухе, взрыв на поверхности земли, детонацию на земле по сигналу, а также под землёй на глубине до нескольких метров.
B61 является бомбой с переменной мощностью заряда, имеющей название «Широкий вариант заряда» (англ. FUFO, Full Fuzing Option), или «Dial-a-yield». На модификациях 3, 4 и 10 может быть установлена мощность в 0,3, 1,5, 5, 10, 60, 80 или 170 килотонн. Стратегические версии (B61 7-й модификации) имеют четыре варианта заряда, с максимумом в 340 килотонн. В рассекреченном обзоре ядерных сил США в 2001 году говорится, что B61-11 имеет только один вариант мощности заряда, некоторые источники указывают на 10 килотонн, другие же предлагают 340 килотонн, как у 7-й модификации.

## Будущие планы
В настоящее время разрабатывается новая многоцелевая ядерная бомба 12-й модификации. Использовать её по плану можно будет уже примерно с 2018 года — как на стратегических бомбардировщиках, так и на самолётах тактической авиации.
Министерство энергетики США 3 марта 2010 года запросило ассигнования почти на 2 миллиарда долларов на модернизацию бомб B61, которые будут выделены с 2011 по 2015 год. Бомбы планируется модифицировать для обеспечения их совместимости с новым поколением истребителей, таких как американский многоцелевой ударный истребитель F-35. Ожидается, что эти требования будут учтены при разработке 12-й модификации.
По планам министерства обороны США ядерные бомбы B61 будут оставаться на вооружении стратегических сил по крайней мере до 2025 года.
Ожидается интеграция варианта B61-12 на самолетах США и стран НАТО, в т.ч.  F-16 A/B/C/D, PA-200 Tornado, F-15E, F-35B, LRS-B, B2-A.

### 12-я модификация
Испытания 12-й модификации ядерной авиабомбы В61-12 без боезаряда состоялись в 2015 году на полигоне в Неваде. Особенность новой авиабомбы, способной заменить четыре устаревших модели В61, состоит в хвостовом оперении. Оно делает бомбу управляемой и более точной, что позволяет не спускать её с парашютом (для чего требовалось пролететь точно над целью), а сбрасывать заряд с самолёта, летящего на большой высоте, после чего бомба автономно планирует в сторону цели многие километры, в случае необходимости подруливая. С 2020 года США намерены разместить авиабомбы В61-12 на европейских базах — в Германии, Италии, Турции, Бельгии и Нидерландах.
Выпуск бомбы В61 12-го поколения в США решено отложить на полтора года.
Боеприпасы должны были начать выпускать в 2020 году, однако стресс-тесты выявили дефекты — компоненты бомбы и боеголовки оказались недолговечными.
Новая модификация разработанной ещё в 1960-х годах B61 станет первой американской тактической бомбой с изменяемой мощностью заряда. Эксперты отмечают, что B61-12 будет самым опасным ядерным оружием Вашингтона.

## Бомбы B61 в Европе
Подписание Договора о нераспространении ядерного оружия в 1968 году предписало странам-участникам «не принимать передачи ядерного оружия, а также контроля над таким оружием ни прямо, ни косвенно». Однако это не мешало нахождению в европейских странах ядерного оружия, поскольку размещение бомб B61 по территории Европы было организовано до подписания Договора, что его условиям не противоречит.
Хотя точные данные засекречены, предполагается, что у НАТО в Европе размещено порядка двухсот ядерных бомб B61.
Во времена Холодной войны на территории ФРГ были размещены около 150 американских ядерных боеголовок. Большая их часть — на базе ВВС «Рамштайн» в Рейнланд-Пфальце. Предположительно, в 2004 году атомные бомбы вывезли с авиабазы. В настоящее время, по данным различных немецких СМИ около двадцати ядерных бомб типа B61 находятся на складах немецкой военно-воздушной базы в Бюхеле, в том же Рейнланд-Пфальце, где располагается 33-я авиаэскадра люфтваффе. В Бельгии на базе ВВС в Клейне-Брогель на севере страны также находятся 20 бомб. По 90 ядерных боезарядов США размещены в Италии и Турции. Также они находятся на территории Нидерландов.
Федерация американских ученых в 2021 году сообщила, что США за последние годы сократили количество своего тактического ядерного оружия в Европе со 150 до 100 авиабомб (официально об этом не объявлялось). Большая часть бомб была якобы вывезена с базы Инджирлик в Турции, с властями которой у США ухудшились отношения.

## Кампания против ядерного оружия
В настоящее время целый ряд общественных организаций и официальных лиц Европейского сообщества протестует против нахождения ядерных бомб на территории Европы.
- В 2001 году при модернизации своего авиапарка ВВС Греции заказали новые боевые самолёты, которые не могут транспортировать бомбы B61. Это заставило США вывезти оружие из страны.
- В 2006 году в мае по заказу «Гринпис» был проведён опрос по ядерному оружию в Европе, который показал, что почти две трети населения в этих странах (кроме Турции) хотят, чтобы Европа была свободной от ядерного оружия. Антиядерные настроения были сильнейшими в Италии и Германии (71,5 % и 70,5 % соответственно), слабыми в Великобритании (55,7 процента). Опрос также показал, что более чем через 15 лет после окончания «холодной войны», около 60 процентов людей в Бельгии, Германии, Италии и Голландии не знают, что ядерное оружие США по-прежнему развернуто в этих странах.
- В 2009 году отчёт ВВС США показал, что европейские авиабазы, где хранится оружие, не соответствуют базовым требованиям безопасности. Эта информация лишь усилила протестные настроения.
- В апреле 2009 министр иностранных дел ФРГ Франк-Вальтер Штайнмайер заявил, что США должны вывести своё ядерное оружие с территории Германии.
- Парламент Бельгии единогласно потребовал, чтобы НАТО вывезло оружие из страны.
- В октябре 2009 года новый министр иностранных дел Германии Гидо Вестервелле заявил, что «Германия подала хороший пример в том, что касается разоружения, добившись вывоза из страны расположенных здесь ранее ядерных ракет».
- 10 марта 2010 года на сессии Европейского парламента было поддержано обязательство президента США Барака Обамы сделать мир свободным от ядерного оружия. Европарламентарии поддержали призыв группы социалистов и демократов о том, чтобы Евросоюз выступил против «стратегического анахронизма размещения тактического ядерного оружия в Европе».
- 3 мая 2020 года было опубликовано интервью[17] председателя парламентской группы Социал-демократической партии Германии в Бундестаге в котором он заявил, что «Ядерное оружие на территории Германии не повышает нашу безопасность, а наоборот. Пришло время исключить возможность размещения этого оружия в будущем».
- 14 мая 2020 член комитета немецкого парламента по внешнеполитическим вопросам Юрген Триттин заявил[18], что для обеспечения собственной безопасности европейцы должны проводить ядерное разоружение. Он предлагает убрать из Европы ядерное оружие США в обмен на вывод «Искандеров» из Калининграда. Иначе ядерный конфликт станет концом Европы, предостерегает политик.

Руководство СДПГ требует перезапустить давние дебаты относительно того, должна ли Германия оставаться под защитой ядерного зонтика США, который был сформирован в 1950-е годы.